# Andrena rugulosella
Andrena rugulosella är en biart som beskrevs av Osytshnjuk 1993. Andrena rugulosella ingår i släktet sandbin, och familjen grävbin. Inga underarter finns listade i Catalogue of Life.